# Història d'Angola
Els habitants originaris de l'actual Angola foren caçadors i recol·lectors, i parlaven la llengua khoisan. L'expansió dels pobles bantu, en el primer mil·lenni dC, els va fer perdre predomini a la zona. En grups reduïts, els khoisan –boiximans per als europeus– encara habiten algunes zones del sud de l'estat.
Els bantu eren un poble d'agricultors, recol·lectors i caçadors que és probable que comencessin les seves migracions des de la selva humida, el que avui és la frontera entre Nigèria i el Camerun. La seva expansió es va donar en grups petits, que es reubicaren en resposta a circumstàncies polítiques o econòmiques. Al llarg dels segles xiv al xvii, hi establiren un seguit de regnes, i el del Congo en fou el principal. Aquest va comprendre la franja que en l'actualitat és frontera entre Angola i la República Democràtica del Congo i el seu apogeu es donà durant els segles xiii i xiv.
El 1482, a la desembocadura del riu Congo va arribar una flota portuguesa, comandada per Diogo Cão. Aquest fou el primer contacte amb els angolesos –integrats en l'antic Regne del Congo– i el començament del procés colonitzador. Cão utilitzà primer les missions evangelitzadores, el comerç més tard, i després expedicions militars en contra dels pobles que habitaven l'interior del territori.

## Des de la prehistòria fins a la colonització
L'àrea ocupada per l'actual Angola ha estat habitada des de temps prehistòrics, com demostren les restes trobades a Luanda i al desert del Namib. Els primers pobladors coneguts en van ser els khoisan, un poble nòmada que vivia de la caça i recol·lecció, d'alçada similar als pigmeus, de pell relativament clara.
Al començament del segle vi, un conjunt de pobles més avançats, que coneixien la tecnologia del metall, va començar una de les més importants migracions de la història. Es tractava dels pobles bantu, provinents del nord, probablement d'algun lloc del Camerun. Quan van arribar al que avui és Angola, es van trobar amb els khoisan i els van dominar amb facilitat gràcies als seus coneixements de metal·lúrgia, de ceràmica i agricultura. Els khoisan foren en part absorbits, en part van emigrar cap al sud, on encara en queden alguns. L'establiment dels bantus va durar diversos segles, i va donar lloc a la formació d'agrupacions amb diferents trets ètnics. La primera entitat política de la zona, coneguda com a Regne del Congo, va aparèixer al voltant del segle xiii i es va estendre des del Gabon al nord fins al riu Cuanza al sud, i des de l'oceà Atlàntic a l'oest fins al riu Cuango a l'est, tenint el centre al nord-oest de l'Angola actual. La riquesa d'aquest regne provenia de l'agricultura i del comerç. El poder estava en mans dels mani, una aristocràcia que ocupava els llocs clau i que només responia davant el rei del Congo. Mbanza Congo, la capital, tenia una població d'unes 50.000 persones al segle xvi.

## Període colonial
Portugal s'establí al territori el 1483, al riu Congo, on existiren els estats del Congo, Ndongo i Imperi Lunda. L'estat del Congo s'estenia des de l'actual Gabon al nord, fins al riu Kwanza al sud. Portugal va establir el 1575 una colònia portuguesa a Luanda basada en l'esclavitud. Els portuguesos prengueren gradualment el control de la franja costanera al llarg del segle xvi i mitjançant una sèrie de tractats i guerres formaren la colònia d'Angola.
Els holandesos van ocupar Luanda des de 1641 fins a 1648: proporcionaren un impuls per als estats anti-portuguesos. El 1648, Portugal reprengué Luanda i va iniciar un procés de conquesta militar dels estats del Congo i Ndongo, que acabà amb la victòria portuguesa el 1671. El control administratiu total portuguès de l'interior no va ocórrer fins a començaments del segle xx. El 1951, la colònia fou recategoritzada com una província d'ultramar, anomenada també Àfrica Occidental Portuguesa.
Quan Portugal es va refusar al procés de descolonització, hi sorgiren tres moviments d'independència:
- El Moviment Popular per a l'Alliberament d'Angola (Movimento Popular de Libertação de Angola, MPLA), en una base entre Ambundu i la intel·ligència mestissa, amb l'"assimilada" de Luanda, i llaços amb partits comunistes de Portugal i els països del Pacte de Varsòvia.
- El Front Nacional d'Alliberament d'Angola (Frente Nacional de Libertação de Angola, FNLA), amb una base ètnica a la regió bakongo del nord i vincles amb el govern dels Estats Units i el règim de Mobutu Sese Seko del Zaire.
- La Unió Nacional per a la Independència Total d'Angola (União Nacional para a Independência Total de Angola, UNITA), liderada per Jonàs Malheiro Savimbi, amb base ètnica i regional en el cor d'Ovimbundu, al centre de l'estat.

Després d'una guerra de guerrilles independentista de 14 anys, iniciada el 4 de febrer de 1961, i seguint la Revolució dels Clavells de Portugal, Angola aconsegueix la seva independència el 1975.

## Període autònom
Fins i tot abans del traspàs formal del govern per part dels portuguesos (fixat per a l'11 de novembre de 1975), una guerra civil va esclatar entre el MPLA, la UNITA i el FNLA, recolzats per una invasió sud-africana (9 d'agost de 1975). El MPLA, d'inspiració esquerrana, aconsegueix derrotar, amb el suport de forces cubanes, guineanes i katangueses (de Katanga, província escindida del Zaire que posteriorment tornaria a la seva sobirania), els seus oponents a Qifangondo, a les portes de Luanda, i rebé el govern de mans dels portuguesos, però la guerra va continuar. El 1976, el FNLA, recolzat pel Zaire, fou derrotat en l'Operació Carlota, que deixà el MPLA i la UNITA, recolzats per la Sud-àfrica de l'apartheid, a lluitar pel poder.
El 1991, després de la derrota patida a Cuito Cuanavale el 1988, després de llargues negociacions, Sud-àfrica accepta retirar-se de Namíbia i deixar de donar suport a la UNITA; Cuba en retirà les seves forces i el govern d'Angola i la UNITA van acordar convertir Angola en un estat multipartidista, però després que José Eduardo dos Santos, de l'MPLA, guanyés les eleccions presidencials supervisades per observadors internacionals, l'UNETA va tornar a les hostilitats, proclamant que hi hagué frau, al·legació no avalada per aquests observadors.
Un nou acord de pau el 1994 (Protocol de Lusaka) entre el govern i l'UNITA va veure la integració d'exinsurgents de l'UNITA en el govern. Un govern d'unitat nacional s'hi instal·là el 1997. Això no obstant, l'UNITA va al·legar que el govern no estava complint els acords i reprengué les hostilitats el 1998. Aquesta vegada l'ONU va aprovar una censura contra l'UNITA. El president José Eduardo dos Santos suspengué el funcionament regular de les instàncies democràtiques a causa del conflicte i llançà una ofensiva més gran que esclafà les forces convencionals de l'UNITA el 1999 i recapturà les ciutats principals. L'UNITA va anunciar un retorn a la guerra de guerrilles.
El 22 de febrer de 2002, Jonàs Savimbi, líder de l'UNITA, fou abatut en una emboscada en la província de Moxico i es va aconseguir un alto el foc entre les dues faccions. L'UNITA va deixar la lluita armada i es transformà definitivament en un partit polític.
Tot i que la situació política del país sembla estar normalitzant-se, el president dos Santos encara no ha permès que s'hi duguin a terme processos regulars democràtics. Això no obstant, s'ha format un govern d'unitat nacional que inclou representants polítics de totes les parts del conflicte (UNITA, FNL i MPLA) i diversos partits formats ja sigui durant el conflicte o posteriorment. El govern anuncià eleccions per al 2008.
Entre els principals problemes d'Angola hi ha: una seriosa crisi humanitària (resultat de la guerra prolongada), l'abundància de camps minats, i les accions dels moviments guerrillers (Front para a Libertação do Enclave de Cabinda, FLEC) que lluiten per la independència de l'enclavament septentrional de Cabinda, a fi d'aconseguir una República de Cabinda, si bé les fortes inversions que ha realitzat el govern actual a la província, així com l'escàs suport de les autoritats congoleses actuals cap a aquest grup guerriller (producte de la intervenció angolesa en el Congo en favor seu) han reduït prou la seva activitat.
Angola, com moltes nacions subsaharianes, està subjecta a epidèmies periòdiques de malalties infeccioses. Des de l'abril de 2005, Angola es troba enmig d'una epidèmia del virus de Marburg, que s'està convertint en la pitjor epidèmia de febre hemorràgica registrada en la història, amb més de 237 morts registrades dels 261 casos reportats, i se n'ha escampat a 7 de les 18 províncies a partir del 19 d'abril de 2005.